# Empresas 1BC
Empresas 1BC, conocido formalmente ante las instituciones del Estado venezolano como Centro Corporativo 1BC es una corporación de medios venezolana con sede en Caracas encargada esencialmente de monitorear y controlar los procesos de contabilidad y facilitar el debido asesoramiento en materia tributaria a las empresas subsidiarias de esta, fue fundada en 1920. También se le conoce informalmente como Grupo 1BC (destacando que, 1BC es el acrónimo de 1 Broadcasting Caracas) o Grupo Phelps, en referencia a su fundador, William Phelps.

## Historia
En la década de 1920, el empresario estadounidense, William Henry Phelps, inauguró la importadora Almecenes Americanos en donde se vendían productos para el hogar; así como la compañía Automóvil Universal, una importadora, comercializadora y ensambladora de autos, que ofrecía vehículos de la Ford.

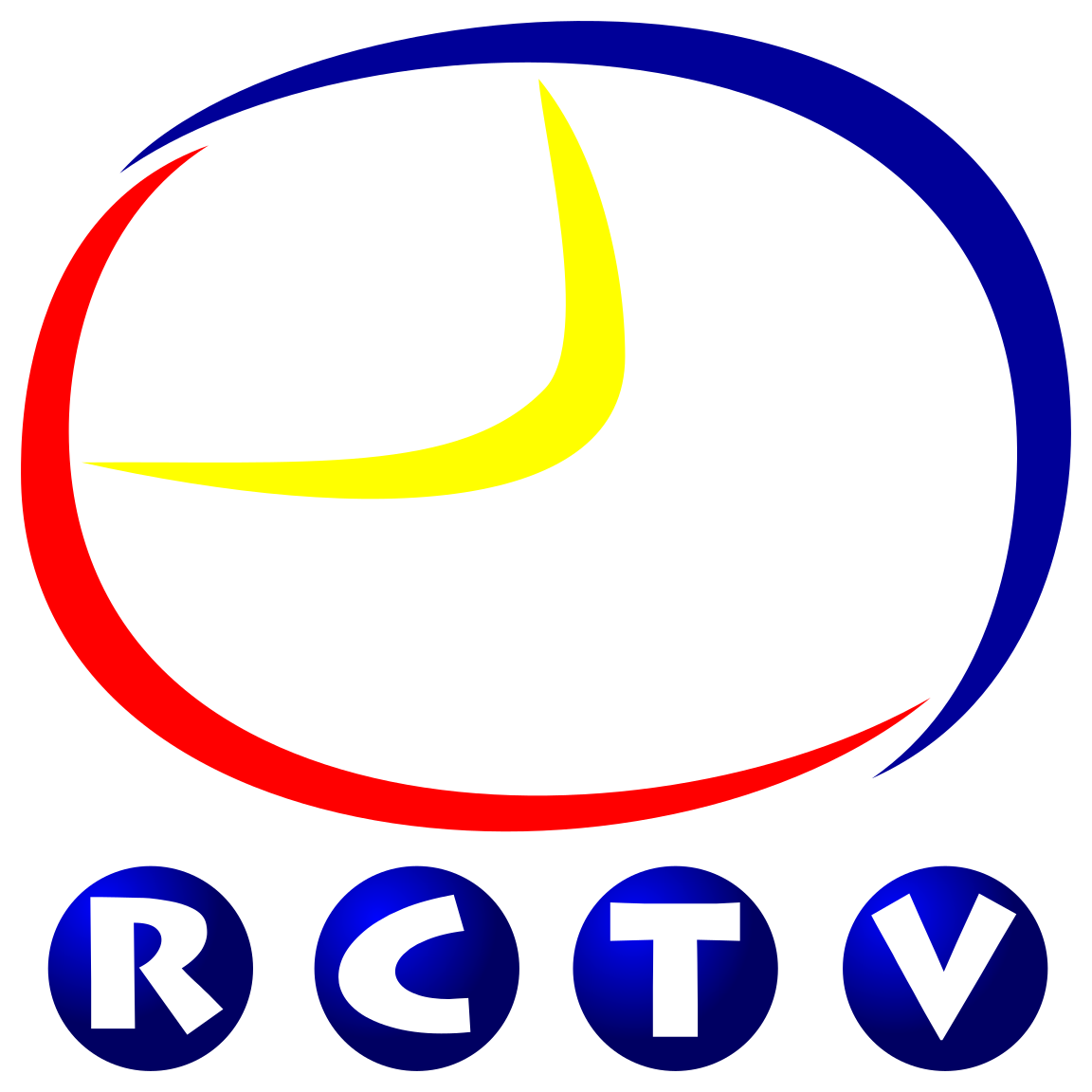
RCTV es una de los filiales más reconocidas de la compañía.

En 1930, Phelps incursiona en la radio con el establecimiento de la estación 1 Broadcasting Caracas (1BC). En la década de los 50 William H. Phelps Tucker, hijo del fundador del Grupo 1BC quiso establecer un canal de televisión en Venezuela. 
El 15 de noviembre de 1953, comienza a transmitir Radio Caracas Televisión (RCTV), la cual se convirtió poco después en la más importante filial del conglomerado. 
El crecimiento de la empresa de televisión en los años 70, favoreció la consolidación de la empresa que contrató a nuevas personas como Marcel Granier, Peter Bottome y Guillermo Tucker.
En 1982, Empresas 1BC incursionó en el sector turístico con Aerotuy. En julio de 1989, salió al aire Caracas 92.9 FM.
En la década de 1980, Empresas 1BC comenzó a explorar otros tipos de industrias. Adquirió las acciones del periódico El Diario de Caracas, que circulaba desde 1979, pero el 11 de julio de 1995 dejó de publicarse. En 1998, el industrial venezolano de origen checo, Hans Neumann, relanzó El Diario de Caracas, que duró hasta 2000, y volvería a regresar en 2003 con nuevos dueños.
La suspensión de transmisiones de RCTV en 2007, y de RCTV Internacional Televisión en 2010, causó una crisis de rentabilidad del conglomerado, lo que ha llevado a Empresas 1BC a reducir el número de empleados y a buscar negocios alternativos.
RCTV Internacional se cesó sus transmisiones y es anexada para la creación de TV Venezuela en 2013, y relanzada en la Plataforma de VIVOplay en 2014 hasta 2025. RCTV actúa como una empresa productora de televisión y plataformas de streaming llamado RCTV Producciones, creado el 15 de noviembre de 2013. 
También se distribuye sus contenidos y programas propios a través de RCTV Internacional Corporation.
En 2020, se creó el canal ZUT TV, el primer canal destinado a la programación de videos musicales para el público joven y adulto, además también se lanzó su primera aplicación (RCTV Play), pero fue cerrado a finales de 2021, debido a los cambios estratégicos del conglomerado, por lo que actualmente se encuentra disponibles en otras plataformas de streaming. En 2021, fue lanzado la página de El Observador Latino, destinado a las noticias para toda Latinoamérica hasta poco después que está desaparecido, sin ninguna novedad. 
En la actualidad, Empresas 1BC posee diversos productos, de su mayoría en el formato digital tanto en redes sociales como proyectos físicos.

## Activos

### Disponibles
- RCTV Producciones
- RCTV International Corporation
- Sonográfica
- TV Venezuela

### No disponibles
- RCTV (señal abierta)
- RCTV Internacional
- 92.9 Tu FM
- Gems Televisión
- Radio Caracas Radio
- Coral Pictures
- Recordland
- El Diario de Caracas
- Aereotuy
- SonoIndustrial
- TeleArte
- Merca Libros
- RCTV Play
- Videorama Stereo
- VIVOplay (en alianza con Carlos Hulett)
- El Observador Latino

### Disponibles solamente mediante plataformas de streaming
- ZUT TV
- RCTV Novelas (disponible únicamente en Vix)[5]
- RCTV Amor (disponible únicamente en Vix)[5]
- RCTV Oro (disponible únicamente en Vix)[5]
- RCTV - canal de Vix (disponible únicamente en Vix)[5]
- Colaboración con diversas plataformas de streaming.

Fuentes: